# تئو تیرادو
تئو تیرادو (انگلیسی: Teo Tirado؛ زادهٔ ۱۶ ژوئیهٔ ۱۹۸۵) بازیکن فوتبال اهل اسپانیا است.
از باشگاه‌هایی که در آن بازی کرده‌است می‌توان به باشگاه فوتبال رئال وایادولید، باشگاه فوتبال پومفرادینا، و باشگاه فوتبال رئال اویدو اشاره کرد.